# العلاقات الغواتيمالية النيجيرية
العلاقات الغواتيمالية النيجيرية هي العلاقات الثنائية التي تجمع بين غواتيمالا ونيجيريا.

## مقارنة بين البلدين
هذه مقارنة عامة ومرجعية للدولتين:
| وجه المقارنة                                              | غواتيمالا       | نيجيريا                     |
| --------------------------------------------------------- | --------------- | --------------------------- |
| المساحة (كم2)                                             | 108.89 ألف      | 923.77 ألف                  |
| عدد السكان (نسمة)                                         | 17.26 مليون     | 190.89 مليون                |
| الكثافة السكانية (ن./كم²)                                 | 158.51          | 206.64                      |
| العاصمة                                                   | غواتيمالا       | أبوجا، لاغوس                |
| اللغة الرسمية                                             | اللغة الإسبانية | لغة إنجليزية، اللغة اليوربا |
| العملة                                                    | كتزال غواتيمالي | نيرة نيجيرية                |
| الناتج المحلي الإجمالي (بليون دولار)                      | 75.62 مليار     | 375.77 مليار                |
| الناتج المحلي الإجمالي (تعادل القوة الشرائية) بليون دولار | 126.21 مليار    | 1.09 تريليون                |
| الناتج المحلي الإجمالي الاسمي للفرد دولار أمريكي          | 3.90 ألف        | 2.64 ألف                    |
| الناتج المحلي الإجمالي للفرد دولار أمريكي                 | 7.45 ألف        | 5.91 ألف                    |
| مؤشر التنمية البشرية                                      | 0.627           | 0.514                       |
| رمز المكالمات الدولي                                      | +502            | +234                        |
| رمز الإنترنت                                              | .gt             | .ng                         |
| المنطقة الزمنية                                           | 00              | ت ع م+01:00                 |

## منظمات دولية مشتركة
يشترك البلدان في عضوية مجموعة من المنظمات الدولية، منها:
| علم المنظمة | اسم المنظمة                               | تاريخ انضمام غواتيمالا | تاريخ انضمام نيجيريا |
| ----------- | ----------------------------------------- | ---------------------- | -------------------- |
|             | مؤسسة التنمية الدولية                     | 27 أبريل 1961          | 14 نوفمبر 1961       |
|             | الأمم المتحدة                             | 21 نوفمبر 1945         | 7 أكتوبر 1960        |
|             | منظمة التجارة العالمية                    | ?                      | ?                    |
|             | منظمة الشرطة الجنائية الدولية             | ?                      | ?                    |
|             | المركز الدولي لتسوية المنازعات الاستشارية | 20 فبراير 2003         | 14 أكتوبر 1966       |
|             | الاتحاد الدولي للاتصالات                  | 10 يوليو 1914          | 11 أبريل 1961        |
|             | البنك الدولي للإنشاء والتعمير             | 28 ديسمبر 1945         | 30 مارس 1961         |
|             | المنظمة الهيدروغرافية الدولية             | ?                      | ?                    |
|             | الاتحاد البريدي العالمي                   | ?                      | ?                    |
|             | منظمة حظر الأسلحة الكيميائية              | ?                      | ?                    |
|             | مؤسسة التمويل الدولية                     | 20 يوليو 1956          | 30 مارس 1961         |
|             | وكالة ضمان الاستثمار متعدد الأطراف        | 11 يوليو 1996          | 12 أبريل 1988        |
|             | يونسكو                                    | 2 يناير 1950           | 14 نوفمبر 1960       |

## وصلات خارجية
- موقع وزارة الخارجية الغواتيمالية
- موقع وزارة الخارجية النيجيرية